# Dasia subcaerulea
Espèce
Synonymes
- Lygosoma subcaeruleum Boulenger, 1891

Statut de conservation UICN

 EN B1ab(ii,iii)+2ab(ii,iii) : En danger
Dasia subcaerulea est une espèce de sauriens de la famille des Scincidae.

## Répartition
Cette espèce est endémique du Tamil Nadu en Inde. Elle se rencontre dans le district de Madurai entre 335 m et 1 800 d'altitude.

## Description
L'holotype mesure 120 mm de longueur totale dont 60 mm de queue.

## Publication originale
- Boulenger, 1891 : On new or little-known Indian and Malayan Reptiles and Batrachians. Annals and Magazine of Natural History, sér. 6, vol. 8, p. 288-292 (texte intégral).